# Jerzy Jarosz (generał)
Jerzy Bronisław Jarosz (ur. 18 sierpnia 1931 w Nagawczynie) – generał brygady Wojska Polskiego, członek Wojskowej Rady Ocalenia Narodowego.

## Życiorys
Syn Anny z domu Draus i Tadeusza, podoficera nadterminowego 17 Pułku Piechoty w Rzeszowie. W 1949 ukończył 4 klasy gimnazjum ogólnokształcącego w Krakowie. W latach 1949–1951 był podchorążym Oficerskiej Szkoły Piechoty Nr 1 we Wrocławiu. 30 sierpnia 1951 promowany przez gen. broni Stanisława Popławskiego na stopień podporucznika w korpusie oficerów piechoty. Po ukończeniu szkoły został przydzielony do 97 pułku piechoty w Przemyślu i wyznaczony na stanowisko dowódcy plutonu moździerzy. W 1952 został przeniesiony do 37 pułku piechoty w Gliwicach i wyznaczony na stanowisko dowódcy kompanii moździerzy. W latach 1954–1957 był słuchaczem Akademii Sztabu Generalnego im. gen. broni Karola Świerczewskiego w Rembertowie. Po ukończeniu studiów, jako oficer dyplomowany, został szefem sztabu batalionu, a w 1958 dowódcą kompanii szkolnej pułkowej szkoły podoficerskiej w 14 pułku zmechanizowanym w Tarnowie. Od 1960 roku dowodził batalionem piechoty w 4 Pułku Zmechanizowanym w Kielcach. W 1962 został zastępcą dowódcy 
30 pułku zmechanizowanego w Rzeszowie do spraw liniowych.
12 kwietnia 1963 został dowódcą 10 Batalionu Powietrznodesantowego w Oświęcimiu. W 1965 został przedterminowo awansowany na podpułkownika za udział w ćwiczeniu "Burza Październikowa" w Erfurcie na terenie NRD, gdzie dowodził desantowaniem całego batalionu w warunkach zbliżonych do bojowych. Dowodzony przez niego batalion zajął dwukrotnie pierwsze miejsce w dywizji na podstawie wyników uzyskanych podczas Inspekcji Sił Zbrojnych. W 1968 został przeniesiony na stanowisko dowódcy 16 Kołobrzeskiego Batalionu Powietrznodesantowego w Krakowie. Od 1968 do 1971 był attaché wojskowym, morskim i lotniczym PRL w Brukseli. W 1972 został wyznaczony na stanowisko zastępcy dowódcy 6 Pomorskiej Dywizji Powietrznodesantowej do spraw liniowych w Krakowie, a w następnym roku szefa sztabu – zastępcy dowódcy tego związku taktycznego. Podczas służby w tej dywizji wykonywał skoki ze spadochronem. W okresie od 26 listopada 1973 do 15 maja 1974 dowodził I zmianą Polskiej Wojskowej Jednostki Specjalnej w Doraźnych Sił Zbrojnych Organizacji Narodów Zjednoczonych na Bliskim Wschodzie. Organizował polskie misje pokojowe w Egipcie i na Wzgórzach Golan w Syrii. Dowodzony przez niego kontyngent liczył 1060 żołnierzy. Pomimo wykonywania przez żołnierzy zadań saperskich polegających na rozminowywaniu izraelskich i arabskich pól minowych, w kontyngencie nie doszło do żadnego wypadku. W 1974 został odznaczony przez Sekretarza Generalnego ONZ Kurta Waldheima Medalem "W Służbie Pokoju" (jako pierwszy oficer ludowego WP).
W latach 1974–1976 był słuchaczem Wojskowej Akademii Sztabu Generalnego Sił Zbrojnych ZSRR im. Klimenta Woroszyłowa w Moskwie. W październiku 1976 objął dowództwo 1 Warszawskiej Dywizji Zmechanizowanej im. Tadeusza Kościuszki w Legionowie. 5 października 1978 na mocy uchwały Rady Państwa PRL został awansowany na stopień generała brygady. Nominację wręczył mu 11 października 1978 w Belwederze przewodniczący Rady Państwa prof. Henryk Jabłoński. Dowodzona przez niego 1 Dywizja Zmechanizowana została dwukrotnie wyróżniona przez MON tytułem "Przodującego Związku Taktycznego WP" (1978, 1982). W okresie stanu wojennego (1981–1983) był członkiem Wojskowej Rady Ocalenia Narodowego. 31 grudnia 1984 roku obowiązki dowódcy przekazał płk. dypl. Zenonowi Poznańskiemu, a sam objął stanowisko zastępcy dowódcy Warszawski Okręg Wojskowego do spraw Obrony Terytorialnej w Warszawie. We wrześniu 1989 został komendantem głównym Ochotniczych Hufców Pracy.
W okresie od maja 1990 do stycznia 1992 był pierwszym Komendantem Głównym Żandarmerii Wojskowej w Warszawie. Był współtwórcą tej nowej formacji.
20 lutego 1992 został zwolniony z zawodowej służby wojskowej i przeniesiony w stan spoczynku. Pożegnany oficjalnie przez szefa Sztabu Generalnego WP gen. dyw. Zdzisława Stelmaszuka.
Od 1959 członek PZPR.
W 1996 należał do grupy generałów - współzałożycieli Klubu Generałów WP.

## Awanse[1]
- chorąży – 1951
- podporucznik – 1952
- porucznik – 1954
- kapitan – 1957
- major – 1962
- podpułkownik – 1965
- pułkownik – 1972
- generał brygady – 1978

## Ordery i odznaczenia
Order Sztandaru Pracy II klasy (1988), Krzyż Kawalerski (1973) i Oficerski (1980) Orderu Odrodzenia Polski, Złoty Krzyż Zasługi (1966), Złoty Medal Siły Zbrojne w Służbie Ojczyzny, Złoty Medal Za zasługi dla obronności kraju, Medalem "W Służbie Pokoju" (ONZ, 1974), Złota odznaka honorowa „Za Zasługi dla Warszawy” (1979) i wiele innych odznaczeń. 11 października 1974 wyróżniony wpisem do „Honorowej Księgi Czynów Żołnierskich”.

## Życie prywatne
Mieszka w Warszawie. Żonaty z Magdaleną z domu Borowską, dziennikarką. Ma dwie córki z pierwszego małżeństwa.